# Spiceworld
Spiceworld é o segundo álbum de estúdio do girl group britânico Spice Girls, lançado em 1 de novembro de 1997 pela Virgin Records, como sucessor de seu álbum de estreia Spice (1996). Sua música e produção incorpora o dance-pop. O álbum se tornou um grande sucesso em todo o mundo, alongando a chamada "Spicemania", da época. Ele estreou no número um na UK Albums Chart, com vendas na primeira semana de 190.000 e vendeu mais de 1.4 milhões de cópias, em duas semanas. O álbum também alcançou o número um em 13 países, enquanto atingiu o pico entre os três primeiros na Austrália, Canadá, França, Suíça e Estados Unidos. Spiceworld, vendeu mais de 25 milhões de cópias em todo o mundo.
O álbum gerou quatro singles, todos os quais foram um enorme sucesso comercial. Seu primeiro single "Spice Up Your Life", tornou-se um sucesso internacional, atingindo o pico entre os cinco primeiros lugares na maioria dos países, seguido por "Too Much", como o segundo single, "Stop" como o terceiro e "Viva Forever" como o quarto e último single, todos recebendo sucesso comercial nas paradas. Para promover o álbum, o grupo embarcou na Spiceworld Tour, passando pela Europa e a América do Norte.

## Antecedentes
Depois de lançar seu álbum de estreia Spice e explodir nas paradas de sucesso, mais tarde se tornando um dos álbuns mais bem sucedidos de todos os tempos, o grupo anunciou que estariam iniciando os trabalhos de um segundo álbum de estúdio. Durante a gravação e composição do segundo disco, o grupo também filmou o Spice World, um filme de comédia musical, com as Spice Girls se apresentando. O álbum entrou como uma trilha sonora para o filme, com muitas das canções do álbum, aparecendo no filme.

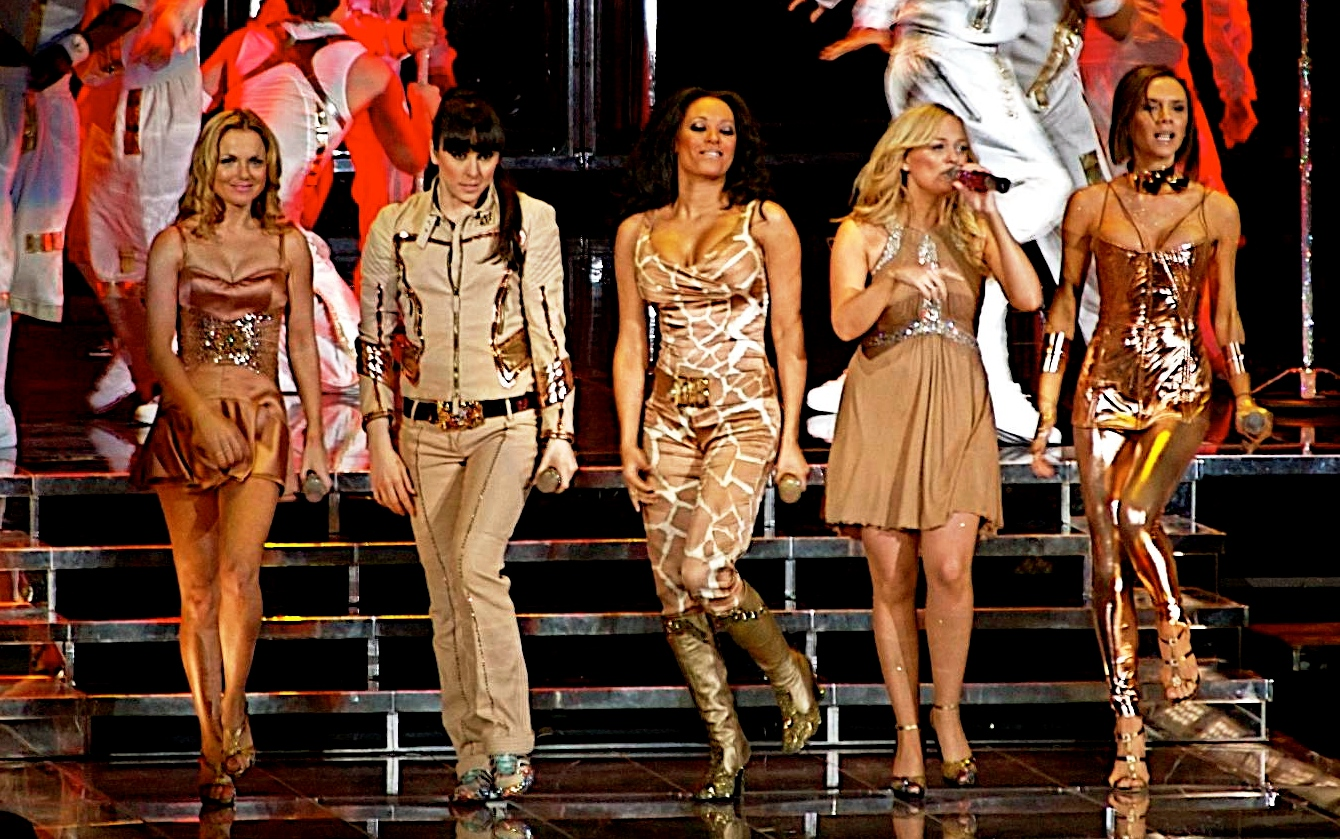
As Spice Girls cantando "Stop" no Air Canada Centre em Toronto, Canadá, durante a turnê The Return of the Spice Girls.

Durante 1997 as Spice Girls receberam a atenção maciça dos meios, que veio também com algumas controvérsias. O grupo realizou sua primeira apresentação ao vivo, para a Realeza da Grã-Bretanha. No show, elas violaram o protocolo real, quando Mel B e, em seguida,Geri Halliwell  deram beijos nas bochechas do príncipe Charles e beliscou seu bumbum. Devido a isso, recebeu controvérsias, em toda a mídia. O grupo foi criticado nos Estados Unidos, por causa do álbum que acaba de lançar nove meses após sua estreia. Elas foram posteriormente criticadas, por causa do impacto e quantidade de acordos de patrocínio que haviam assinado. Elas também tomaram a decisão de demitir seu gerente Simon Fuller, em novembro de 1997, que foi notícia de primeira página em todo o mundo.
Em outubro de 1997, as Spice Girls cantaram em um concerto de dois dias na Turquia, chamado Girl Power! Viva em Istambul, patrocinado pela Pepsi. Durante o concerto, o grupo estreou três novas músicas do disco Spiceworld: "Too Much", "Stop" e "Saturday Night Divas". Dois singles promocionais do Spiceworld, foram lançados antes do lançamento do álbum em 1997; "Step to Me" e "Move Over". Ambas as músicas foram usadas nas campanhas publicitárias da Pepsi e também foram distribuídas gratuitamente com pingentes especiais. A versão do álbum de "Step to Me" é ligeiramente diferente da versão original da música, enquanto "Move Over (Generation Next)" só foi lançado como uma versão ao vivo durante a sua promoção.

## Composição
O álbum é composto por canções de dance-pop e teen pop, recheado de letras com apelo adolescente. De acordo com a AllMusic, as músicas do álbum são "cativantes" e tem uma "sensação de diversão". O álbum também foi usado como uma possível trilha sonora, do filme das garotas,  Spice World, em 1997. "Spice Up Your Life" é uma canção dance-pop uptempo, com influências de ritmos latinos, como salsa e samba. O primeiro verso seguinte, as letras são um grito da reunião internacional, voltado para um mercado global, como Melanie Chisholm, descreveu: "Nós sempre quisemos fazer uma música de carnaval e escrevemos essa canção para o mundo", "Viva Forever" é uma balada pop com influências de música latina. "Too Much" é uma balada pop, com influências de R&B e doo-wop. "The Lady Is a Vamp" tem influências de jazz, enquanto que "Never Give Up on the Good Times" é uma canção dance-pop com influências de disco. "Stop" é uma canção dance-pop uptempo, com influências de soul music, Motown e blue-eyed soul, e é uma reminiscência de singles clássicos das The Supremes e Martha and the Vandellas. Liricamente, a música apela para uma desaceleração no processo da conquista, e é particularmente dirigida ao público feminino jovem.

## Recepção da crítica
| Críticas profissionais | Críticas profissionais |
| Avaliações da crítica  | Avaliações da crítica  |
| Fonte                  | Avaliação              |
| ---------------------- | ---------------------- |
| Allmusic               | [ 4 ]                  |
| Entertainment Weekly   | B+                     |
| Houston Press          | [ 13 ]                 |
| Rolling Stone          | [ 14 ]                 |

Spiceworld recebeu críticas positivas a críticas mistas, dos críticos de música. Stephen Thomas Erlewine da AllMusic, deu um comentário positivo, atribuindo-lhe quatro estrelas de meia. Ele principalmente elogiou o novo divertimento introduzido pelo grupo, no novo álbum, dizendo que é "inebriante sensação de diversão" e "é cativante". Ele ainda elogiou o grupo por ter melhorarado, as suas habilidades vocais, como ele concluiu que "as meninas-Mel C. em particular, estão se transformando de fato em boas cantoras e cada música desempenha as suas forças, dando a cada Spice uma chance de brilhar. O melhor de tudo, cada canção tem uma melodia forte e uma batida sólida forte, quer se trate de uma balada ou um número de dança. é um puro, prazer culpado, não adulterada e alguns do mainstreans do dance-pop, melhor fabricado do final dos anos 90". David Browne da Entertainment Weekly, deu-lhe um B +. Ele havia dito :"versos de negociação neste e outras canções, elas transformam os números em festas do pijama, com canções de aconselhamento, apoio e avisos. Cardíaca Parte, mente parte, todos os algodões doces, Spiceworld pode ser apenas a resposta a uma da vida de a maioria dos dilemas inquietantes".
A Rolling Stone, disse: "Para chegar ao toppermost do poppermost, as Spice Girls trocaram descaradamente-o que não quer dizer vergonhosamente, em seu Girl Power, tão empregado, vendendo-se como cheesecake feminista sobre Spiceworld, elas adicionaram um ar sexy, para a-uma mistura de aprendizado. As artistas por trás do sucesso "Wannabe", soou como se wanna-be ainda estivesse em seus novos trabalhos, relativamente falando, um esforço magistral; no seu melhor, que atinge alturas criativas que são francamente Bananarama". O Houston Press, deu ao álbum uma comentário dizendo: "Qualquer pessoa que esperam. um turbilhão de evolução artística destas garotas devem relaxar um pouco, é só a música, pelo amor de Deus e as Spice Girls e seus manipuladores merecem pontos bônus, para mostrar um pouco de seu bom senso Afinal, se isso fosse há sete anos, elas poderiam..tomaram seu precioso tempo liberando Spiceworld, enquanto a campanha publicitária do grupo foi irreversivelmente extinto. Vocês vão arrasar, meninas!".

## Desempenho comercial
Spiceworld estreou no número um na UK Albums Chart, vendendo 192.000 cópias e vendas superiores a 1.400.000 cópias, em sua primeira semana. O álbum foi certificado cinco vezes platina pela British Phonographic Industry (BPI), em 19 de Dezembro de 1997 e vendeu 1,575,941 cópias no Reino Unido, até dezembro de 2007. O álbum alcançou o número um em vários países europeus, incluindo Áustria, Dinamarca, Finlândia, Irlanda, Holanda e Noruega. Ele foi certificado cinco vezes platina pela International Federation of the Phonographic Industry (IFPI), denotando vendas superiores a cinco milhões de cópias em toda a Europa. No Japão, Spiceworld chegou ao número seis na Oricon Albums Chart e ganhou uma certificação de platina duplo pela Recording Industry Association of Japan (RIAJ). Na Oceania, o álbum alcançou o número dois na Austrália e número um na Nova Zelândia; foi certificado seis vezes platina pela Australian Recording Industry Association (ARIA) e tripla platina pela Recording Industry Association of New Zealand (RIANZ).
O álbum estreou no número oito no Billboard 200, dos EUA, com vendas na primeira semana de 83.000 cópias. As vendas aumentaram semana após semana, na sua melhor semana, sendo que de 3 de janeiro de 1998, quando vendeu 284.000 cópias. O álbum finalmente alcançou a posição número três no dia 14 de fevereiro, quando Spice, também voltou ao top 10, fazendo com que as Spice Girls a primeira banda britânica a ter dois álbuns no top 10 da Billboard 200, ao mesmo tempo que os Rolling Stones, no verão 1975. O álbum vendeu 1,74 milhões de cópias nas primeiras 12 semanas e 3,2 milhões nos primeiros 10 meses. Ele foi certificado quatro vezes platina pela Recording Industry Association of America (RIAA), em 19 de maio de 1999, e até Julho de 2006, que vendeu 4,1 milhões de cópias, nos EUA. No Canadá, o álbum alcançou a posição número dois no Canadian Albums Chart e foi certificado de diamante, pela Canadian Recording Industry Association (CRIA), pelas vendas de um milhão de cópias. Spiceworld vendeu 17 milhões de cópias, até o final de 1998, tornando-o melhor álbum de grupo feminino do mundo do ano. Spiceworld já vendeu 20 milhões de cópias em todo o mundo.

## Promoção

### Performances ao vivo

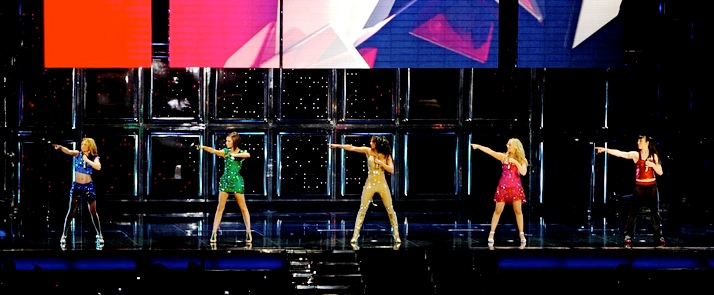
O grupo cantando a versão remix de "Spice Up Your Life", durante a The Return of the Spice Girls no Canada Centre, em Toronto.

As Spice Girls cantaram "Spice Up Your Life", pela primeira vez no Reino Unido em 27 de Setembro de 1997, National Lottery da BBC, que atraiu mais de nove milhões de espectadores. A canção foi posteriormente performada muitas vezes na televisão, tanto na Europa quanto nos EUA, incluindo no An Audience with..., Top of the Pops, All That, The Jay Leno Show, Late Show with David Letterman e The Oprah Winfrey Show. "Spice Up Your Life", também foi cantada em muitas cerimônias de premiação como o Smash Hits! Awards de 1997, o MTV Europe Music Awards de 1997, Billboard Music Awards de 1997, Premios Ondas de 1997, Canal V Music Awards de 1997 e os Brit Awards de 2000. "Too Much" foi cantado várias vezes na televisão, incluindo no An Audience with ..., Top of the Pops e no Royal Variety Performance em 1997. e na 25ª edição, do American Music Awards. O grupo também cantou no Smash Hits! Awards. "Stop" também foi cantada muitas vezes na televisão, tanto no Reino Unido quanto nos EUA, incluindo An Audience with ..., Top of the Pops, The Tonight Show with Jay Leno e Late Show com David Letterman. Para a apresentação de "Stop" no Brit Awards 1998, o grupo adotou um visual parecido com o do The Supremes e apareceu no palco em um carro estilo 1960. O grupo cantou "Stop" e "Viva Forever" sem Halliwell, em Modena, Itália; com Luciano Pavarotti e seus irmãos, em seu concerto de caridade, em Junho de 1998. "Viva Forever" foi cantada com Halliwell, no Top of the Pops em 21 de Maio de 1998 e sem ela em 27 de Maio de 1998, na National Lottery. Em outubro de 1997, as Spice Girls cantaram um concerto de duas datas em Abdi Ipekci Arena, em Istambul, Turquia, peformando quatro músicas de Spiceworld; "Spice Up Your Life," Too Much, "Saturday Night Divas e" Stop ". O concerto foi transmitido pela Showtime em um evento pay-per-view, intitulado Spice Girls In Concert Wild!.

### Turnê e concertos
No início de 1998, as Spice Girls embarcou em sua primeira turnê mundial que Fuller, tinha criado para elas, que abrange a Europa e América do Norte para 97 datas. A Spiceworld Tour que começou em Dublin, Irlanda, em 24 de fevereiro de 1998, antes de passar para o continente europeu e em seguida, voltar ao Reino Unido para dois shows na Wembley Arena e 12 espetáculos ao NEC Arena, em Birmingham. Em 31 de maio de 1998, Halliwell deixou o grupo durante a execução da turnê. As meninas restantes continuaram a turnê, de seu último encontro sem Halliwell. Uma gravação em VHS, do desempenho do grupo na Wembley Arena, intitulado Live at Wembley Stadium, foi lançado em 24 de Novembro de 1998.

## Lista de faixas
| N.º            | Título                            | Compositor(es)                         | Produtor(es)   | Duração |  |
| 1.             | "Spice Up Your Life"              | Spice Girls Richard Stannard Matt Rowe | Stannard Rowe  | 2:53    |  |
| 2.             | "Stop"                            | Spice Girls Andy Watkins Paul Wilson   | Absolute       | 3:24    |  |
| 3.             | "Too Much"                        | Spice Girls Watkins Wilson             | Absolute       | 4:31    |  |
| 4.             | "Saturday Night Divas"            | Spice Girls Stannard Rowe              | Stannard Rowe  | 4:25    |  |
| 5.             | "Never Give Up on the Good Times" | Spice Girls Stannard Rowe              | Stannard Rowe  | 4:30    |  |
| 6.             | "Move Over"                       | Spice Girls Mary Wood Clifford Lane    | Stannard Rowe  | 2:46    |  |
| 7.             | "Do It"                           | Spice Girls Watkins Wilson             | Absolute       | 4:04    |  |
| 8.             | "Denying"                         | Spice Girls Watkins Wilson             | Absolute       | 3:46    |  |
| 9.             | "Viva Forever"                    | Spice Girls Stannard Rowe              | Stannard Rowe  | 5:09    |  |
| 10.            | "The Lady Is a Vamp"              | Spice Girls Watkins Wilson             | Absolute       | 3:09    |  |
| Duração total: | Duração total:                    | Duração total:                         | Duração total: | 38:37   |  |

| Edição japonesa |                      |                            |               |         |  |
| N.º             | Título               | Compositor(es)             | Produtor(es)  | Duração |  |
| 7.              | "Step to Me"         | Spice Girls Eliot Kennedy  | Absolute      | 4:18    |  |
| 8.              | "Do It"              | Spice Girls Watkins Wilson | Absolute      | 4:04    |  |
| 9.              | "Denying"            | Spice Girls Watkins Wilson | Absolute      | 3:46    |  |
| 10.             | "Viva Forever"       | Spice Girls Stannard Rowe  | Stannard Rowe | 5:09    |  |
| 11.             | "The Lady Is a Vamp" | Spice Girls Watkins Wilson | Absolute      | 3:09    |  |

## Desempenho nas tabelas musicais
| Chart (1997)                             | Maior posição |
| ---------------------------------------- | ------------- |
| Alemanha (German Albums Chart)           | 4             |
| Austrália (Australian Albums Chart)      | 2             |
| Áustria (Austrian Albums Chart)          | 1             |
| Bélgica (Belgian Albums Chart Flanders)  | 2             |
| Bélgica (Belgian Albums Chart Wallonia)  | 4             |
| Canadá (Canadian Albums Chart)           | 2             |
| Escócia (Scottish Albums Chart)          | 1             |
| Espanha (Spanish Albums Chart)           | 2             |
| EUA (Billboard 200)                      | 3             |
| Europa (Top 100 Albums)                  | 1             |
| Finlândia (Finnish Albums Chart)         | 1             |
| França (French Albums Chart)             | 2             |
| Hungria (Hungarian Albums Chart)         | 5             |
| Irlanda (Irish Albums Chart)             | 1             |
| Itália (Italian Albums Chart)            | 2             |
| Japão (Japanese Albums Chart)            | 6             |
| Malásia (Malaysian Albums Chart)         | 1             |
| Noruega (Norwegian Albums Chart)         | 1             |
| Nova Zelândia (New Zealand Albums Chart) | 1             |
| Países Baixos (Danish Albums Chart)      | 1             |
| Países Baixos (Dutch Albums Chart)       | 1             |
| Reino Unido (UK Albums Chart)            | 1             |
| Suécia (Swedish Albums Chart)            | 3             |
| Suíça (Swiss Albums Chart)               | 2             |
| Taiwan (Taiwan Albums Chart)             | 4             |

| Chart (1997)                              | Posição |
| ----------------------------------------- | ------- |
| Alemanha (German Albums Chart)            | 83      |
| Austrália (Australian Albums Chart)       | 15      |
| Bélgica (Belgian Albums Chart (Flanders)) | 7       |
| Bélgica (Belgian Albums Chart (Wallonia)) | 12      |
| França (French Albums Chart)              | 14      |
| Países Baixos (Dutch Albums Chart)        | 76      |
| Países Baixos (Danish Albums Chart)       | 3       |
| Reino Unido (UK Albums Chart)             | 4       |
| Chart (1998)                              | Posição |
| Alemanha (German Albums Chart)            | 29      |
| Austrália (Australian Albums Chart)       | 9       |
| Áustria (Austrian Albums Chart)           | 14      |
| Bélgica (Belgian Albums Chart (Flanders)) | 20      |
| Bélgica (Belgian Albums Chart (Wallonia)) | 22      |
| Canadá (Canadian Albums Chart)            | 4       |
| EUA (Billboard 200)                       | 10      |
| França (French Albums Chart)              | 43      |
| Itália (Italian Albums Chart)             | 11      |
| Nova Zelândia (New Zealand Albums Chart)  | 7       |
| Países Baixos (Danish Albums Chart)       | 21      |
| Países Baixos (Dutch Albums Chart)        | 21      |
| Reino Unido (UK Albums Chart)             | 27      |
| Suíça (Swiss Albums Chart)                | 22      |
| Chart (1999)                              | Posição |
| EUA (Billboard 200)                       | 178     |
| Chart (2000)                              | Posição |
| Finlândia (Finnish Albums Chart)          | 89      |

| Chart (1990–99)                 | Posição |
| ------------------------------- | ------- |
| Áustria (Austrian Albums Chart) | 40      |
| EUA (Billboard 200)             | 82      |

## Vendas e certificações
| Região                                                                                             | Certificação | Vendas     |
| -------------------------------------------------------------------------------------------------- | ------------ | ---------- |
| Alemanha (BVMI)                                                                                    | Platina      | 500,000^   |
| Austrália (ARIA)                                                                                   | 6× Platina   | 420,000^   |
| Áustria (IFPI Áustria)                                                                             | Platina      | 50,000*    |
| Bélgica (BEA)                                                                                      | 2× Platina   | 100,000*   |
| Brasil (Pro-Música Brasil)                                                                         | Diamante     | 1,450,000* |
| Canadá (Music Canada)                                                                              | Diamante     | 1,000,000^ |
| Espanha (PROMUSICAE)                                                                               | 2× Platina   | 200,000^   |
| Estados Unidos (RIAA)                                                                              | 5× Platina   | 5,200,000  |
| Finlândia (IFPI Finlândia)                                                                         | 2× Platina   | 92,178     |
| França (SNEP)                                                                                      | 2× Platina   | 600,000*   |
| Hong Kong (IFPI Hong Kong Group)                                                                   | Platina      | 20,000*    |
| Japão (RIAJ)                                                                                       | 2× Platina   | 400,000^   |
| México (AMPROFON)                                                                                  | Ouro         | 100,000^   |
| Noruega (IFPI Noruega)                                                                             | Platina      | 50,000*    |
| Nova Zelândia (RMNZ)                                                                               | 3× Platina   | 45,000^    |
| Países Baixos (NVPI)                                                                               | Platina      | 100,000^   |
| Polônia (ZPAV)                                                                                     | 2× Diamante  | 400,000*   |
| Reino Unido (BPI)                                                                                  | Diamante     | 2,000,000  |
| Suécia (GLF)                                                                                       | 2× Platina   | 160,000^   |
| Suíça (IFPI Suíça)                                                                                 | 2× Diamante  | 700,000^   |
| Resumo                                                                                             |              |            |
| Europa (IFPI)                                                                                      | 7× Platina   | 7,000,000* |
| Mundialmente                                                                                       |              | 26,000,000 |
| *números de vendas baseados somente na certificação ^distribuições baseadas apenas na certificação |              |            |

## Histórico de lançamento
| Região      | Data                  | Formato     | Gravadora       | Ref.            |
| ----------- | --------------------- | ----------- | --------------- | --------------- |
| Japão       | 1 de novembro de 1997 | CD          | EMI Music Japan | [ 126 ]         |
| Reino Unido | 3 de novembro de 1997 | CD          | Virgin          | [ 127 ]         |
| Canadá      | 4 de novembro de 1997 | CD          | EMI             | [ 128 ]         |
| EUA         | 4 de novembro de 1997 | CD cassette | Virgin          | [ 129 ] [ 130 ] |